# Hawke’s Bay (Provinz)

Hawke’s Bay Province 1858–1876

Hawke’s Bay war eine Provinz in der ehemaligen britischen Kolonie Neuseeland, die am 1. November 1856 per Order in Council (Rechtsverordnung) von der Provinz Wellington abgetrennt und eigenständig wurde.

## Geographie
Die Provinz Hawke’s Bay lag an der Ostküste der Nordinsel von Neuseeland. Die nördliche Grenze der Provinz lag etwas oberhalb der Māhia Peninsula auf dem 39. Breitengrad und reichte nach Westen bis zu den Ahimanawa Range und verlief dann südlich entlang der östlichen Seite der Ruahine Range bis zum südlichen Ende der Gebirgskette. Dis südliche Grenze führte von dort aus nach Osten bis südlich des Cape Turnagain an der Küste. Die östliche Grenze bildete die Küstenlinie zum Pazifischen Ozean.

## Geschichte
Am 30. Juni 1952 wurde im britischen Parlament das Gesetz „Act to Grant a Representative Constitution to the Colony of New Zealand“ verabschiedet, das in Neuseeland unter New Zealand Constitution Act 1852 bekannt ist. In dem Gesetz wurde die verwaltungstechnische Neuaufteilung der Kolonie Neuseeland in sechs Provinzen geregelt. Die Grenzen der Distrikte sollten per Proklamation durch den Gouverneur Neuseelands festgelegt werden. Das Gesetz legte ferner fest, dass jede Provinz einen Provincial Council (Provinzrat) mit mindestens neun Mitgliedern und einen Superintendent (Leiter, Vorsteher) haben sollte. In dem Gesetz wurde auch ausdrücklich die Möglichkeit vorgesehen, per Order in Council (Rechtsverordnung) weitere Aufteilungen der Provinzen vorzunehmen. Hiervon machte das General Assembly (Generalversammlung) im November 1856 Gebrauch, nachdem eine Handvoll Siedler der Ostküste Druck gemacht hatten und für ihre Eigenständigkeit gekämpft haben. Sie fühlten sich vernachlässigt und von dem weit entfernt liegenden Wellington isoliert.
Auf einer öffentlichen Versammlung im Februar 1858 in Napier wurde der Beschluss gefasst, die Abtrennung von der Provinz Wellington zu fordern. Zu dieser Zeit zählten die europäischen Siedler 1185. Damit verlor die Provinz Wellington rund ein Drittel seiner Einwohner. Doch die Eigenständigkeit als Provinz währte nur bis 1876, denn am 12. Oktober 1875 beschloss das britische Parlament mit dem Abolition of Provinces Act (Gesetz für die Abschaffung der Provinzen) das Ende der Verwaltung Neuseeland über die Provinzen. Am 1. November 1876 bekam das Gesetz Gesetzeskraft. Abgelöst wurde das Provinz-System durch ein Verwaltungssystem über Boroughs (Gemeinden) und Counties (Landkreise).